# Brongniartia
Pour les articles homonymes, voir Brongniartia (homonymie).
Genre
Classification phylogénétique
Brongniartia est un genre de plantes à fleurs dicotylédones de la famille des Fabaceae (légumineuses), nommé d'après le botaniste Adolphe Brongniart.

## Les différents espèces
- Brongniartia abbottiae I.M.Johnston
- Brongniartia alamosana Rydb.
- Brongniartia argentea Rydb.
- Brongniartia argyrophylla McVaugh
- Brongniartia caeciliae Harms
- Brongniartia canescens (S.Watson)Rydb.
- Brongniartia cordata McVaugh
- Brongniartia cuneata Lyman B.Smith & B.G.Schubert
- Brongniartia diffusa Rose
- Brongniartia discolor Brandegee
- Brongniartia foliolosa Hemsley
- Brongniartia funiculata Lyman B.Smith & B.G.Schubert
- Brongniartia glabrata Hook. & Arn.
- Brongniartia goldmanii Rose
- Brongniartia guerrerensis J.Jimenez-Ramirez & J.L.Contreras
- Brongniartia hirsuta Rydb.
- Brongniartia imitator McVaugh
- Brongniartia inconstans S.Watson
- Brongniartia intermedia Moric.
- Brongniartia luisana Brandegee
- Brongniartia lunata Rose
- Brongniartia lupinoides (Kunth)Taubert
- Brongniartia magnibracteata Schldl.
- Brongniartia minima McVaugh
- Brongniartia minutifolia S.Watson
- Brongniartia mollicula Brandegee
- Brongniartia mollis Kunth
- Brongniartia mortonii McVaugh
- Brongniartia norrisii McVaugh
- Brongniartia nudiflora S.Watson
- Brongniartia oligosperma Baillon
- Brongniartia pacifica McVaugh
- Brongniartia paniculata Rydb.
- Brongniartia parvifolia Rose
- Brongniartia pauciflora Rydb.
- Brongniartia peninsularis Rose
- Brongniartia podalyrioides Kunth
- Brongniartia pringlei Rydb.
- Brongniartia proteranthera Lyman B.Smith & B.G.Schubert
- Brongniartia revoluta Rose
- Brongniartia robinioides Kunth
- Brongniartia rozynskii Standley
- Brongniartia seleri Harms
- Brongniartia sericea Schldl.
- Brongniartia shrevei Wiggins
- Brongniartia sousae O.Dorado
- Brongniartia suberea Rose
- Brongniartia tenuifolia Standley
- Brongniartia trifoliata Brandegee
- Brongniartia ulbrichiana Harms
- Brongniartia vazquezii O.Dorado[1]
- Brongniartia vicioides M.Martens & Galeotti